# Lương Xuân Trường
Lương Xuân Trường (* 28. April 1995 in Tuyên Quang) ist ein vietnamesischer Fußballspieler.

## Karriere

### Verein
Das Fußballspielen lernte Lương Xuân Trường auf der HAGL Arsenal JMG Academy in Pleiku, wo er 2015 auch seinen ersten Vertrag unterschrieb. 2016 wurde er an Incheon United nach Südkorea ausgeliehen. Der Verein ist in Incheon beheimatet und spielte in der höchsten Liga des Landes, der K League 1. Die nächste Ausleihe erfolgte zum Ligakonkurrenten Gangwon FC, einem Verein, der in Gangwon beheimatet ist. 2018 kehrte er zu seinem Stammverein zurück, wo er die komplette Saison spielte. Anschließend wurde er nach Thailand zum Spitzenclub Buriram United ausgeliehen. Hier absolvierte er in der Hinrunde neun Ligaspiele sowie drei Partien in der AFC Champions League. Mitte 2019 kehrte er wieder zu Hoàng Anh Gia Lai zurück und war dort die folgenden zweieinhalb Jahre aktiv. Anfang 2023 wechselte Luong dann weiter zum aktuellen Vizemeister Hải Phòng FC.

### Nationalmannschaft
Von 2013 bis 2014 spielte Lương Xuân Trường 27 Partien für die vietnamesische U-19-Nationalmannschaft. 24 Mal lief er von 2015 bis 2018 für U-23-Auswahl auf. Sein Länderspieldebüt für die A-Nationalmannschaft gab er am 24. März 2016 in einem Gruppenspiel der WM-Qualifikation gegen Chinese Taipei. 2018 gewann er mit der Auswahl die Südostasienmeisterschaft durch einen 1:0-Finalsieg über Malaysia.

## Erfolge
Nationalmannschaft
- Südostasienmeister: 2018